# Cheick N’Diaye
Cheick Tidiane N’Diaye (ur. 15 lutego 1985 w Dakarze) – senegalski piłkarz grający na pozycji bramkarza. Posiada także obywatelstwo francuskie.

## Kariera klubowa
Piłkarską karierę N’Diaye rozpoczął we francuskim klubie Olympique Noisy-le-Sec, wywodzącym się z przedmieść Paryża. W sezonie 2004/2005 występował w jego barwach w piątej lidze. Latem 2005 roku podpisał kontrakt ze Stade Rennais. Grał jednak w amatorskich rezerwach tego klubu w czwartej lidze, a w sezonie 2006/2007 zaliczył jeden występ w pierwszym zespole w meczu Pucharu Ligi Francuskiej z Montpellier HSC. Latem 2007 został wypożyczony do drugoligowego US Créteil-Lusitanos, w którym wygrał rywalizację z Thomasem Levauxem. W 2008 roku powrócił do Rennes i został rezerwowym bramkarzem dla Nicolasa Doucheza i Patrice’a Luzi. W sezonie 2010/2011 był wypożyczony do Paris FC. Następnie grał w CS Sedan, a w 2015 przeszedł do Stade Briochin.
| Sezon   | Klub                   | Kraj    | Rozgrywki            | Mecze | Bramki | Rozgrywki Europy | Mecze | Bramki |
| ------- | ---------------------- | ------- | -------------------- | ----- | ------ | ---------------- | ----- | ------ |
| 2004/05 | Olympique Noisy-le-Sec | Francja | CFA2                 | 31    | 0      | –                | –     | –      |
| 2005/06 | Stade Rennais B        | Francja | CFA                  | 13    | 0      | Liga Europy UEFA | 0     | 0      |
| 2006/07 | Stade Rennais B        | Francja | CFA                  | 21    | 0      | –                | –     | –      |
| 2007/08 | US Créteil (wyp.)      | Francja | National             | 20    | 0      | –                | –     | –      |
| 2008/09 | Stade Rennais          | Francja | Ligue 1              | 1     | 0      | Liga Europy UEFA | 0     | 0      |
| 2009/10 | Stade Rennais          | Francja | Ligue 1              | 0     | 0      | –                | –     | –      |
| 2010/11 | Paris FC (wyp.)        | Francja | National             | 10    | 0      | –                | –     | –      |
| 2011/12 | Stade Rennais          | Francja | Ligue 1              | 0     | 0      | Liga Europy UEFA | 0     | 0      |
| 2012/13 | Stade Rennais          | Francja | Ligue 1              | 2     | 0      | –                | –     | –      |
| 2013/14 | Stade Rennais          | Francja | Ligue 1              | 0     | 0      | –                | –     | –      |
| 2015/16 | CS Sedan               | Francja | Championnat National | 16    | 0      | –                | –     | –      |
| 2016/17 | Stade Briochin         | Francja | CFA 2                | 26    | 0      | –                | –     | –      |
| 2017/18 | Stade Briochin         | Francja | CFA                  | 28    | 0      | –                | –     | –      |

Stan na: koniec sezonu 2017/2018.

## Kariera reprezentacyjna
W reprezentacji Senegalu N’Diaye zadebiutował w 2005 roku. W 2008 roku został powołany do kadry na Puchar Narodów Afryki 2008, na którym pełni status rezerwowego bramkarza dla Tony’ego Sylvy.